# Receptor cutani
Un receptor cutani detecta els canvis que es produeixen en l'entorn, a través del tacte, la pressió i la temperatura. Cada tipus de receptor està innervat per un tipus específic de fibra nerviosa. Els diferents mecanoreceptors es distingeixen per la grandària del seu camp receptiu, la persistència de la seva resposta i el marge de freqüències a què responen, Cal tot un exèrcit de receptors per crear aquesta delicadesa simfònica que anomenem carícia. Entre l'epidermis i la dermis hi ha els diminuts corpuscles de Meissner, semblen especialitzar-se en les parts no piloses del cos (les plantes dels peus, les puntes dels dits, el clítoris, el penis, els mugrons, les palmes i la llengua). Les zones erògenes i altres punts hipersensibles responen molt ràpidament o lleugerament a tot.